# Cecil Gordon Lawson
Pour les articles homonymes, voir Lawson.
Cecil Gordon Lawson, né le 14 décembre 1849 à Shrewsbury et mort le 10 juin 1882 à Haslemere, est un peintre britannique spécialisé dans les paysages.